# Passiena
Passiena es un género de arañas araneomorfas de la familia Lycosidae. Se encuentra en África subsahariana y Sudeste de Asia.

## Lista de especies
Según The World Spider Catalog 12.0:
- Passiena albipalpis Roewer, 1959
- Passiena auberti (Simon, 1898)
- Passiena spinicrus Thorell, 1890
- Passiena torbjoerni Lehtinen, 2005